# 津购会

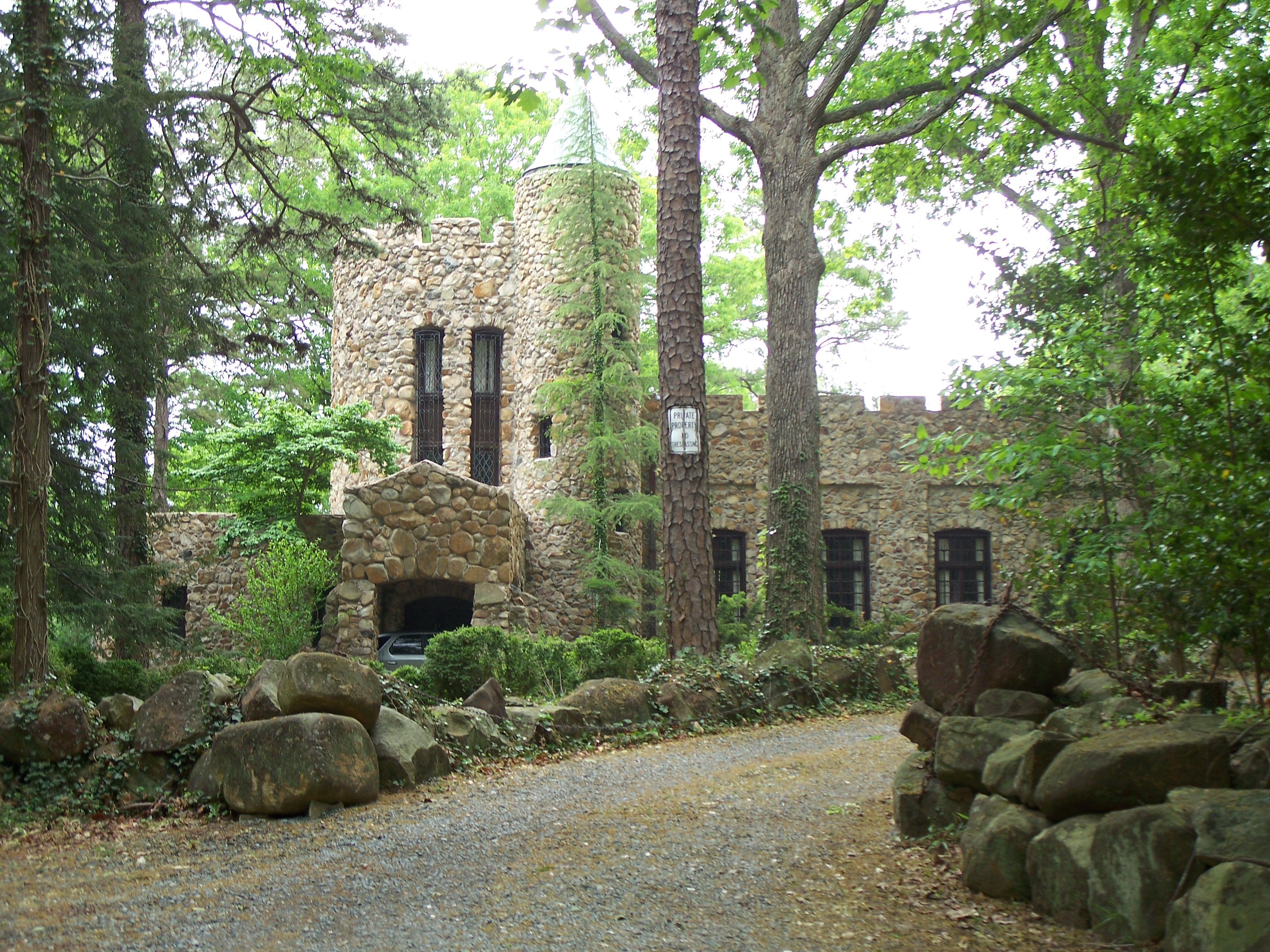
津购古堡，津购会的总部

津购会（Order of Gimghoul）是总部位于北卡罗来纳教堂山市津购古堡的一个秘密社团。这个组织由Robert Worth Bingham, Shepard Bryan, William W. Davies，Edward Wray Martin和Andrew Henry Patterson始创于1889年，他们当时都是北卡罗来纳大学教堂山分校的学生。这个组织只对“优秀的”男性学生（升入大三或者更高年级）和教授开放，招募的方式仅限邀请。
这个组织本身围绕着Peter Dromgoole的传说，一个北卡大学的学生，他于1833年在校园内神秘地失踪了。组织的创立者起初自称是Dromgoole会，但随后就改名叫津购会，据学校史料记载，“目的是为了映衬午夜和死亡，以及神秘”。 （页面存档备份，存于）
传统是这个组织要牢记“Dromgoole的传说和亚瑟王骑士和骑士团的理想”。从各种迹象来看，这个组织是存在的，没有神秘的使命去完成。会员和有关这个组织的信息都是高度保密的。

## Hippol古堡
组织会面的场所Hippol古堡（又名津购古堡）耗资$50,000建于1924年。Hippol古堡位于神秘的Glandon树林，传说那里居住着骑士和罪犯。建造这个古堡使用了1300吨粗木。确实它有苏格兰古堡的外形；如此之像以至于被列入了世界世界城堡名册。根据房地产的记录，这座建筑属于北卡罗来纳州一个非营利性组织——津购会。
除了以外Hippol城堡是否还有居住着别的人尚未可知。然而，有例会在城堡里面举行，在津购路的尽头。这条路离校区的Carmichael礼堂附近的教堂山公墓不远。

## 其他神秘社团
在北卡，北卡大学教堂山分校的津购会、the Gorgon's Head Lodge和东卡罗来纳大学的七宗罪会，是仅存的有文档记载的神秘社团。
在美国，著名的神秘社团有耶鲁大学的骷髅会。